# Гебхард (герцог Лотарингии)
Гебхард (также Гебхард из Лангау и Гебхард II Молодой; фр. Gebhard de Lahngau, нем. Gebhard II der Jüngere; погиб 22 июня 910) — герцог Лотарингии в 903—910 годах, граф Веттерау в 909—910 годах и Рейнгау в 897—906 годах из рода Конрадины.

## Биография

### Правление
Гибхард был одним из сыновей графа Лангау Удо, члена династии Конрадинов. Имя матери и её происхождение неизвестно, но историк Дональд Джекман выдвинул гипотезу о том, что она была из рода Вельфов. С 897 по 906 год Гебхард в исторических источниках упоминался как граф Рейнгау, а в 909 году он назван графом Веттерау.
В 903 году регентский совет при малолетнем короле Людовике IV Дитяти, куда входил и старший брат Гебхарда Конрад Старший, назначил его герцогом Лотарингии, чтобы противостоять влиянию Ренье I Длинношеего, который после гибели короля Цвентибольда там был фактическим правителем. Однако никакой реальной власти в Лотарингии Гебхард не имел.
Гебхард погиб во время сражения с венграми 22 июня 910 года недалеко от Аугсбурга.

### Семья
Жена: Ида. Дети:
- Удо (895/900—949), граф Веттерау с 910 года
- Герман I (ок. 898/900 — 10 декабря 949), герцог Швабии с 926 года.